# Кропивна помазка
Кропивна помазка — пастоподібна страва з доступних продуктів, в першу чергу з листя кропиви. Весна - це пора року, коли гостро відчувається нестача вітамінів в організмі людини. Кропиву в Україні здавна вважали цінною і багатою на різноманітні вітаміни рослиною .   
В українській кухні кропива вживається для приготування різноманітних страв . Весною перші кропивні пагони можна знайти по всій території України . Рання кропива особливо корисна через високі концентрації вітамінів  A, C, D, E, F, K, P та вітамінів групи B.   
Окрім вітамінів і мінералів, стебло і листя кропиви містять амінокислоти, каротиноїди та інші корисні елементи.  

На зиму весняну кропиву можна заморозити для подальшого приготування . 

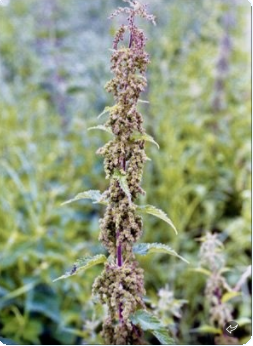
Кропива

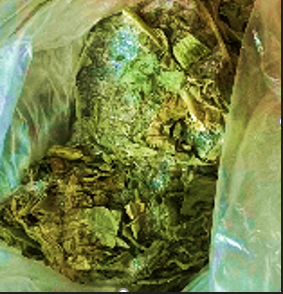
Заморожена на зиму кропива з холодильника

## Інгредієнти страви
По рецепту, інгредієнтами помазки є рубане листя кропиви, яйце, цибулина, молоко, вершкове масло, сіль та інші спеції за смаком.

## Приготування
Листя та пагони кропиви ретельно миють, потім дрібно рубають. Сире яйце змішують із молоком. В цю суміш додають нарубану цибулину, сіль, спеції і прогрівають на вогні до кипіння. Каструлю знімають із вогню та посипають суміш кропивою. Кропиву нагрівати не слід, щоб зберегти вітаміни. Додати вершкове масло.